# Lešij
Lešij ili  Lesovik, Lesovoj, Lešak, Lesnik, Leši (rus. леший) je slavenski šumski duh, gospodar šuma i zvijeri. Pastir čije stado čine jeleni, košute, zečevi, koje čuvaju vukovi ili risovi. Obrazi su mu plavi, oči zelene, brada duga i zelena. Ponekad se ogrne u krzno, a neke legende ga prikazuju s rogovima i kopitima. Lijeva cipela mu je uvijek na desnoj nozi, kožuh zakopčava na pogrešnoj strani. On nema sjenu, krv mu je plava.
Spomen na to mitološko biće očuvano je u folkloru kod pojedinih slavenskih naroda.
Prema djelu Dictionnaire Infernal Collina de Plancyja (1793. – 1881.), Lešij je ruski demon koji živi u šumama. Ima od pojasa do glave ljudsko tijelo s rogovima na glavi, kozjim ušima i kozjom bradicom, a niže pojasa ima kozje tijelo. Kada trče po polju smanje se na razinu trave, a kada su u šumi narastu do veličine stabala. Imaju zastrašujući glas, ali mogu ga promijeniti da nalikuje na glas koji je poznat slučajnom prolazniku. Na taj način mogu ih namamiti u svoju pećinu gdje ih škaklju do smrti.

## Bilješka
1. ↑  Lešij (Lesovik, Liesnik) Proleksis enciklopedija
2. ↑  Lešij - deliriumsrealm.com

## Vanjske poveznice
- Lešij Hrvatska enciklopedija
- Lešij (Lesovik, Liesnik) Proleksis enciklopedija
- Lešij Britannica (engl.)
- Lešij - deliriumsrealm.com (engl.)